# Flugplatz Ahlhorn

i7
i11
i13
Der Flugplatz Ahlhorn (ICAO-Code: EDHA) liegt in der Gemeinde Großenkneten im Landkreis Oldenburg in Niedersachsen. Der Flugplatz war von 1916 bis 1995 ein Militärflugplatz, der im Laufe der Jahrzehnte unterschiedliche Verwendung fand. Heute wird der ehemalige Flugplatz unter dem Namen Metropolpark Hansalinie als Logistik-, Technologie- und Gewerbepark ausgebaut. Er war als Sonderlandeplatz zugelassen.

## Geschichte

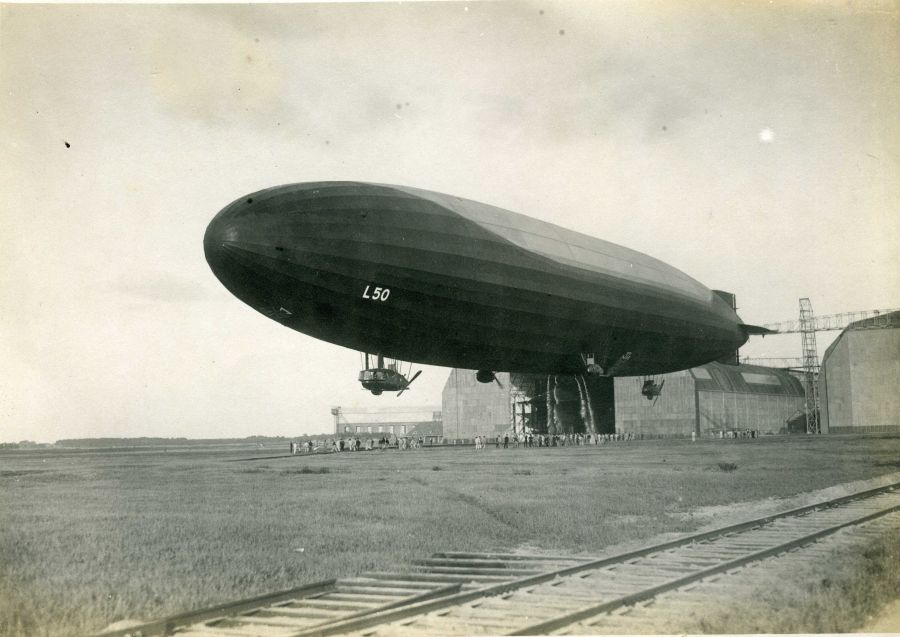
Zeppelin L 50 in Ahlhorn (1917)

Der Flugplatz wurde 1916 während der Zeit des Ersten Weltkriegs unter dem Namen Luftschiffhafen Ahlhorn als Militärluftschiffhafen der Kaiserlichen Marine in Betrieb genommen. Der Zeppelin LZ 62 / Marine L 30 wurde in Ahlhorn von der Kaiserlichen Marine betrieben. Der Flugplatz wurde nach Bestimmungen des Friedensvertrags von Versailles aufgegeben. Die auf dem Flugfeld vorhandene Zeppelinhalle wurde vom Eisenwerk Varel übernommen.
Ab 1938 wurde der Flugplatz als Einsatzhafen von der Luftwaffe der Wehrmacht genutzt; er sollte später im Rahmen des Silberprogramms für den Betrieb von Strahlflugzeugen ertüchtigt werden. Im Februar 1945 zerstörte ein britischer Luftangriff die Anlagen des Flugplatzes, den die Alliierten als Airfield B.111 bezeichneten. Die British Air Force of Occupation nutzte die Bahnen jedoch vorerst weiter, im Sommer 1946 lagen hier zum Beispiel drei Staffeln Spitfire, die das 131. (Polish) Wing (Geschwader) bildeten. Es war aus polnischen Freiwilligen gebildet und wurde im Oktober des Jahres in das Vereinigte Königreich zurückverlegt. 
Im Hinblick auf den sich anbahnenden Kalten Krieg wurde RAF Ahlhorn seit Januar 1952 von der Royal Air Force wiederhergestellt und anschließend reaktiviert. Seit Ende 1952 lag hier 125. Wing, ein gemischtes Geschwader aus zwei Staffeln Meteor-NF11-Nachtjägern und zusätzlich Canberra B(I)6-Angriffsflugzeugen; letztere unterstanden der Testeinheit Tactical Development Unit (TDU), die von Februar bis Oktober 1953 – mit einer Unterbrechung im Sommer – von Ahlhorn aus die Nachtangriffstauglichkeit der Canberra beurteilten. Später war eine Reihe von Canberra-Staffeln in dieser Rolle auf den RAF-Stationen westlich des Rheins beheimatet.
Im Oktober 1958 übergab die RAF die Station an die neu aufgestellte Luftwaffe der Bundeswehr, die den Platz bis 2005 betrieb: 
- 1959 bis 1963: Jagdgeschwader 71
- 1963 bis 1971: Lufttransportgeschwader 62
- 1971 bis 1991: Soldaten und Flugzeuge der US Air Force (auf dem NATO-Flugplatz Ahlhorn)
- 1971 bis 1994: Hubschraubertransportgeschwader 64
- 1993 bis 2005: Flugabwehrraketengruppe 25
- 1994 bis 1995: Lufttransportgruppe LTG 62 (Ahlhorn)

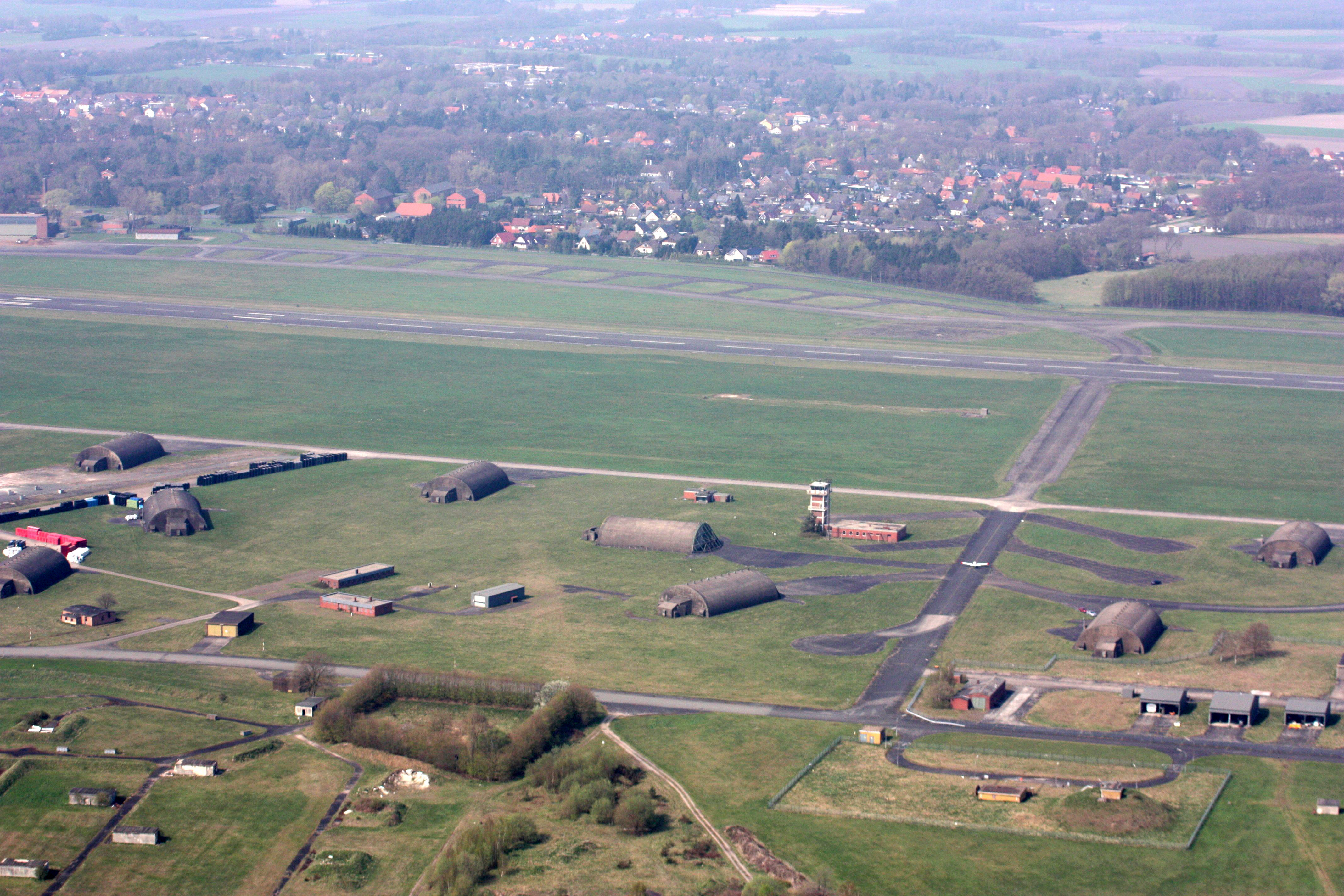
Der ehemalige Flugplatz aus der Vogelperspektive

Im letzten Jahrzehnt des Kalten Kriegs war Ahlhorn darüber hinaus eine permanente Forward Operating Location (FOL) von nominell acht A-10-Erdkampfflugzeugen der United States Army Air Forces, die zirka alle zwei Wochen ausgetauscht wurden. Sie bildeten das Detachment 3 (Det. 3) des auf der englischen Doppelbasis RAF Bentwaters/RAF Woodbridge beheimateten 81st Tactical Fighter Wings (81st TFW). Das Det. 3 wurde am 1. Juli 1979 aktiviert und 1991 außer Dienst gestellt. Die Rotationen, jeweils ein Drittel einer Staffel, stellte bis Ende 1988 die 91st Tactical Fighter Squadron (91st TFS) aus Woodbridge und ab Anfang 1989 die 509th TFS des 10th TFW aus Alconbury. Im Vorfeld der Stationierung entstanden in Ahlhorn 17 Hardened Aircraft Shelter.
Der reguläre militärische Flugbetrieb der Bundeswehr wurde Ende 1995 eingestellt, der militärische Flugbetrieb endete endgültig im Jahr 2005. Bis zum Oktober 2008 war die Bundeswehr noch für das Areal und die Gebäude zuständig, seitdem untersteht der Landeplatz mit dem Landesamt für Straßenbau und Verkehr in Oldenburg (ehemals Bezirksregierung Weser-Ems) einer zivilen Luftfahrtbehörde. 
Ab 2005 war auf dem Gelände u. a. die Aircraft Maintenance Service GmbH vertreten, die dort Passagierflugzeuge wartete resp. zerlegte, jedoch im November 2009 in Insolvenz ging. Von 2005 bis 2009 wurde nach einem neuen Betreiber für den Flugplatz gesucht, wobei mehrere Verkaufsverfahren scheiterten.
Seit 1973 sind die Segelflieger des Luftfahrtverein Wildeshausen-Ahlhorn e. V. auf dem Platz beheimatet.
Im Mai 2016 wurde der am 20. Februar 1986 festgesetzte Lärmschutzbereich um den militärischen Flugplatz aufgehoben.
Am 14. September 2018 wurde die Gestattung der Betriebsaufnahme als Sonderlandeplatz widerrufen. Die Betriebsgenehmigung des Flugplatzes wurde am 16. April 2021 widerrufen.

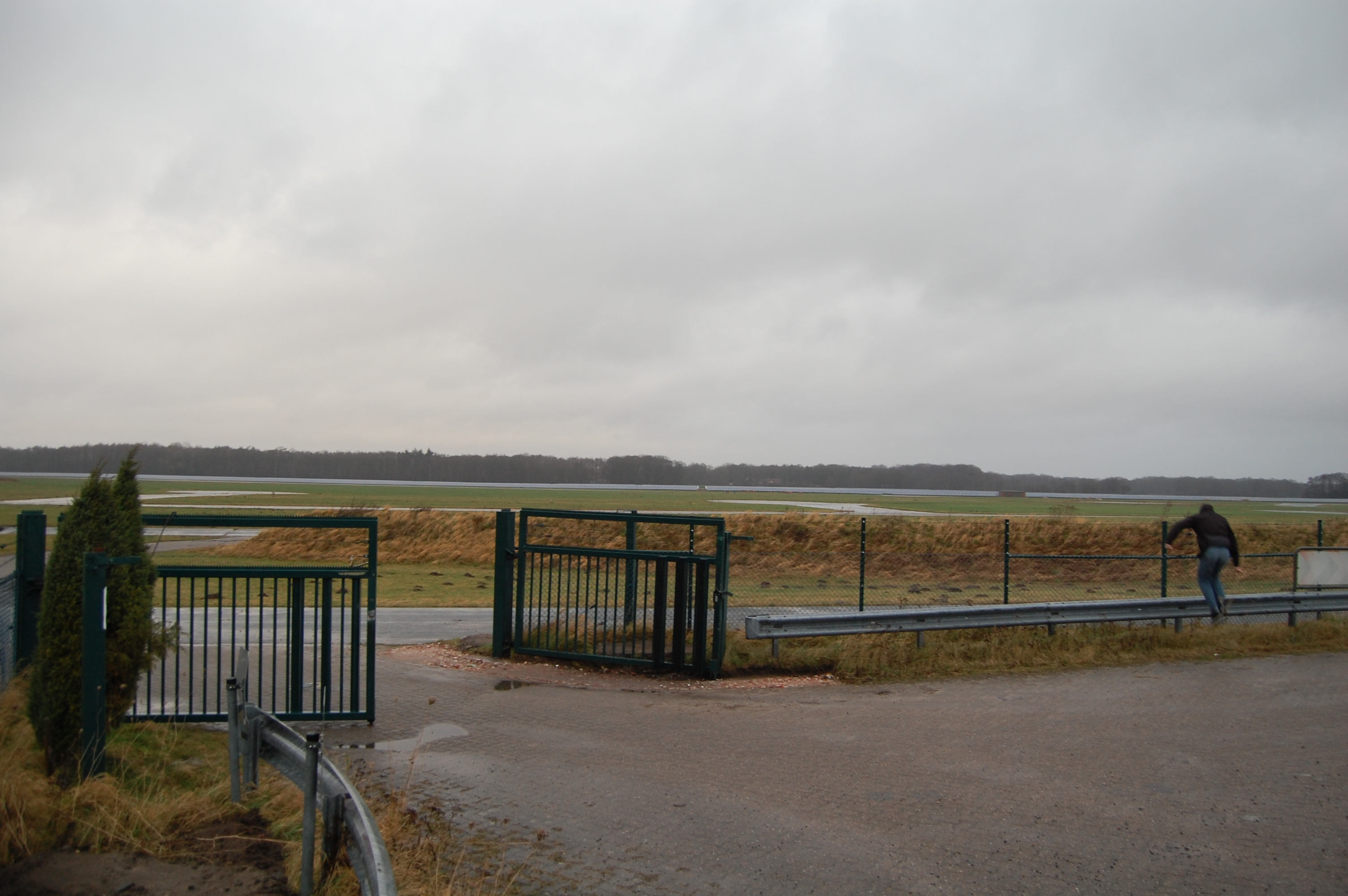
Solaranlage auf dem Gelände des ehemaligen Flugplatzes

### Heutige Nutzung als Metropolpark Hansalinie
Am 1. Mai 2009 ging das Gelände in den Besitz der Johann Bunte Bauunternehmung GmbH & Co. KG über, die als Betreibergesellschaft die Flugplatz-Ahlhorn GmbH gründete. Das Gelände erhielt zunächst den Namen „Flugpark Ahlhorn“. Die seit dem 1. Juni 2013 als Metropolpark Hansalinie GmbH auftretende Betreibergesellschaft baut das Gelände langfristig zu einem Logistik-, Technologie- und Gewerbepark mit dem Namen „Metropolpark Hansalinie“ aus. Neben der Vermietung von Flächen an Betriebe wird ab 2011 eine Teilfläche von 45 Hektar der insgesamt ca. 307 Hektar Fläche zur Stromerzeugung durch Photovoltaik genutzt.

## Zwischenfälle
- Am Abend des  5. Januar 1918 kam es aus bisher ungeklärten Ursachen zu einem Brand zweier Luftschiffe in einem Hangar. In der Folge kam es zu mehreren Explosionen anderer Luftschiffe. Insgesamt wurden dabei vier Hallen und fünf Luftschiffe zerstört, 15 Tote, 30 Schwer- und 104 Leichtverletzte waren zu beklagen.[6][7]
- Am 24. November 1964 stürzte eine Nord Noratlas 2501D des Lufttransportgeschwaders 62 der Luftwaffe mit dem Luftfahrzeugkennzeichen GB+104 (Werknummer: D055) auf dem Flug vom Flugplatz Bourges (Frankreich) während des Anflugs ab. Alle vier Besatzungsmitglieder  kamen ums Leben.[8]

- Am 14. Juni 1965 kam es nach dem Start einer Noratlas 2501D (GB+235, Werknummer: D171) zu einem Ausfall des rechten Triebwerks. Bei der folgenden Bauchlandung entstand an der Maschine Totalschaden, die Besatzung blieb unverletzt.[9]